# ArtePiazza
ArtePiazza es un estudio de videojuegos y gráficos de computadora establecido en Japón. Su nombre deriva de las palabras italianas para "arte" y "plaza".

## Historia
La compañía es conocida por su participación en el desarrollo de la serie Dragon Quest de Enix, que luego pasaría a llamarse Square Enix. ArtePiazza fue la principal responsable del diseño CG y las ilustraciones de algunos de los primeros juegos; posteriormente produjo  adaptaciones de otros, como Dragon Quest V: Hand of the Heavenly Bride para la PlayStation 2, y las versiones para Nintendo DS de Dragon Quest IV: Chapters of the Chosen, Dragon Quest V: Hand of the Heavenly Bride, y Dragon Quest VI: Realms of Revelation.
Además de los proyectos de Square Enix, el estudio tomó parte en el desarrollo del juego  Innocent Life: A Futuristic Harvest Moon para PlayStation Portable y PlayStation 2 y coprodujo Opoona, de Koei para Wii.

## Juegos

### SerieDragon Quest
- 1996: Dragon Quest III (versión para Super Famicom - CG design/scenario)
- 2000: Dragon Quest VII (PlayStation - CG design/scenario)
- 2001: Dragon Quest IV (PlayStation - CG design)
- 2002: Dragon Quest Characters: Torneko no Daibōken 3 (PlayStation 2 - scenario)
- 2004: Dragon Quest V: Hand of the Heavenly Bride (versión para PlayStation 2)
- 2007: Dragon Quest IV: Chapters of the Chosen (versión para Nintendo DS)
- 2008: Dragon Quest V: Hand of the Heavenly Bride (versión para Nintendo DS)
- 2010: Dragon Quest VI: Realms of Revelation (versión para Nintendo DS)
- 2013: Dragon Quest VII: Warriors of Eden (versión para Nintendo 3DS)

### Otros juegos
- 2006: Innocent Life: A Futuristic Harvest Moon (PlayStation Portable/PlayStation 2)
- 2007: Opoona (Wii)
- 2010: GO Series: Pinball Attack! (DSiWare)
- 2010: Accel Knights: Imashi ga Tame Ware wa Tsurugi o Toru (DSiWare)
- 2010: Arrow of Laputa (DSiWare)
- 2011: Rikishi (DSiWare)
- 2023: Super Mario RPG (Nintendo Switch)